# Monarhizam
Monarhizam ponekad predstavlja filozofiju ideologije, no ponajprije politički pokret koji zagovara stvaranje, očuvanje ili obnovu monarhije kao društvenog uređenja neke države. U svojim osnovama dijeli se također i na rojalizam čiji se sljedbenici zalažu za konkretnog vladara ili vladarsku lozu na čelu države, legitimizam kao oblik monarhizma utemeljen na povijesno-pravnoj legitimnosti i aristokracija, sustav u kojem vlada određena nasljedna ili izabrana društvena ili dinastička elita. Budući da se zalažu za obnovu monarhije u državama s postojećim republikanskim sustavom, njihova je ideologija u suprotnosti s republikanizmom. Zagovara nasljedni ili izborni sustav vlasti u kojem osoba vladara ima simboličnu ili stvarnu vlast, te predstavlja znak stabilnosti, jedinstva i suvereniteta jedne države ili nacije.

## Povijest
Monarhizam u ideološkom smislu je jedna od najstarijih ideologija, čiji začetci sežu daleko u ljudsku prošlost. Nazivan imenom monarhizam ili aristokracija on je često među velikim filozofima nazivan najboljim oblikom vlasti. Tako ga među antičkim filozofima promiču Aristotel i Platon, dok u srednjem vijeku Toma Akvinski. Razvoj nastavlja i u doba humanizma, renesanse i prosvijetiteljstva kada se veže uz prosvijećene apsolutističke vladare. Stvaranjem SAD-a, te kasnijom francuskom revolucijom počinju polako opadati državni sustavi u obliku monarhije, te se većinom prilagođavati kroz parlamentarni ili ustavni u suvremenije oblike monarhije. Većina europskih monarhija nestaje nakon Prvog i Drugog svjetskog rata, kada nestaju posljednja velika carstva Europe. Danas europske monarhije predstavljaju jedne od najrazvijenijih zemalja Europskog kontinenta. Ideološki koncept monarhizma je nasuprot liberalnim i radikalnim lijevim i desnim republikanskim pokretima koji su se pojavili prvotno u Zapadnoj Europi tijekom 18. stoljeća, te razvili u umjerenije i radikalnije oblike u 20. stoljeću.
Uspon građanske buržoazije i postupno propadanje feudalnog poretka u kojem je plemstvo i svećenstvo podržavalo vlast monarha dovelo je do pojave novih političkih ideja zasnovanih na urođenim i neotuđivim pravima čovjeka i prenosu prava suvereniteta s osobne ličnosti monarha na narod. Te nove ideje o organizaciji države i društva pojavile su se još 1690. u djelu Johna Lockea Dvije rasprave o upravljanju državom, a razvili su ih kasniji prosvjetitelji poput Jean Jacquesa Rousseaua u djelu Društveni ugovor (fr. Du Contrat social ou principes du droit politique) iz 1762. godine.
Američki rat za nezavisnost (1775. – 1783.) i utemeljenje suvremene demokratske republike utjecalo je, između ostalog, i na izbijanje Francuske revolucije 1789. godine. Ustanici su ukinuli feudalni poredak i 26. kolovoza 1789. donijeli Deklaraciju o pravima čovjeka i građanina u kojoj se ističe da se podrijetlo svakog suvereniteta nalazi u narodu, te da nijedno tijelo i nijedan pojedinac ne može vršiti vlast koja ne proizlazi iz njega. Godine 1792. ukinuta je monarhija i proglašena republika.
Poslije pada Napoleonova Prvog Carstva, Bečkim kongresom 1815. godine reakcionarni političari obnovili su stare režime. U Francuskoj i drugim državama vraćene su na vlast stare dinastije. Europski monarsi osnovali su Svetu alijansu kako bi osigurali postojeći konzervativni društveni poredak. U tom ugovoru sačinjenom na poticaj ruskog cara Aleksandra I., a kojem su pristupile sve europske države, osim Velike Britanije i Papinske države, ističe se princip božanskog prava kraljeva koji se suprotstavlja novoproklamiranom narodnom suverenitetu.
Liberalni i nacionalni pokreti iznijedrili su novu revoluciju u Francuskoj 1848. godine. Revolucijom je oborena monarhija i uspostavljena Druga republika, koja je uskoro bila zamijenjena Drugim Carstvom Napoleona III. Njemačko-francuski rat (1870. – 1871.) rezultirao je porazom Francuske i uspostavom Drugog Njemačkog Carstva. Kao posljedica poraza, Napoleon III. bio je prisiljen abdicirati s vlasti, nakon čega se na političkoj sceni razvila živa rasprava o novom uređenju države. Premda je većinu činila monarhijska opcija, nije došlo do obnove monarhije već je osnovana Treća republika. Problem je bila unutrašnja podjela monarhista na bonapartiste, koji su zagovarali pripadnike dinastije Bonaparte, a koje su republikanci krivili za poraz kod Sedana; legitimisti, koji su podržavali dinastiju Bourbon; i orleanisti, koji su podupirali mlađi ogranak iste dinastije. Međusobna rascjepkanost monarhista bila je od presudnog značaja, jer je novi republikanski ustav bio izglasan tek 1875. godine, i to sa samo jednim glasom više. Monarhistički pokret u Francuskoj slabio je do kraja 19. stoljeća te su se naposljetku monarhisti priklonili Trećoj republici.
Nakon Prvog svjetskog rata (1914. – 1918.) i s usponom komunističkog režima u Istočnoj Europi propala je većina europskih monarhija. Nakon sloma komunizma u zemljama Istočne Europe pojavile su se marginalne političke tendencije koje su se zalagale za obnovu monarhije u tim državama (Albanija, Bugarska, Rumunjska, Srbija), međutim stranke koje se zalažu za takav koncept imaju zanemarivu podršku u narodu, neovisno o tome o kojoj je zemlji riječ.
U Češkoj djeluje monarhistička stranka Koruna česka. U Portugalu i nekim zemljama Istočne Europe također postoje monarhističke stranke i pokreti. U Australiji također postoji pokret koji se zalaže za opstojnost tradicionalnih veza Australije i Velike Britanije u okviru Commonwealtha te očuvanje monarhijskog društvenog poretka. Na prostoru bivše Jugoslavije djeluje nekoliko monarhističkih političkih stranaka. U Srbiji djeluje Srpski pokret obnove, a u Hrvatskoj Domovinska građanska stranka (do 2007. godine).

## Ideološki koncept
Osoba vladara (monarha) u ideologiji monarhizma predstavlja utjelovljenje suverenosti, čija vlast ovisno o ustroju može biti više simbolička ili funkcionalna. Iako ovaj oblik vlasti ima začetke od samog postojanja drušvene organizacije, njegovi temelji u filozofiji i ideologiji počinju u Drevnom vijeku. Prema Platonu aristokracija (monarhija) je najbolji oblik vlasti, ako njome vlada prosvjećeni vladar filozof. U Europskom srednjem vijeku taj koncept se nadopunjuje uz uvođenje božanske potvrde i pitanja legitimnosti, o čemu najbolje svjedoči sveti Toma Akvinski u svom djelu De Regno u kojem u monarhističku praksu uvodi elemente skolastike i feudalne prakse. U renesansnoj koncepciji ideologije monarhizma veliko pitanje odvajanja etike od politike zagovara firentinski filozof Niccolò Machiavelli, pri usporedbi nasljedne, izborne i nove monarhije prednost daje nasljednoj uz jamac stare loze koja za razliku o nove ne mora silom i drugim sredstvima graditi legitimitet koji već ima sagrađen. U vrijeme empirističke filozofske misli jedan od najvećih zagovornika monarhizma jest Thomas Hobbes, koji u svom djelu Leviathan propituje ulogu vladara i njegov udio u vlasti kroz zamisao jedinstvene apsolutne i funkcionalne vlasti. 19.st. monarhizam u filozofiji popraćen je djelom Jhon Locka i potrebom trodiobe vlasti, te kritikom Jean-Jacques Rousseaua koja dovodi do propitkivanja izvora legitimnosti. Romantičarske zamisli druge polovice 19.st. preslikavaju se i u filozofiji monarhizma, najbolje prikazanih u djelima René Guénona. Dok završetkom Prvog svjetskog rata i napose Drugog svjetskog rata, pojave i širenja komunizma, te nagli pad brojnih europskih monarhija stvara poseban oblik filozofske misli u monarhizu, vezan često uz metafizičku filozofiju, čiji najveći predstavnik je talijanski filozof Julius Evola, čija misao se temelji na kontinuitetu misli Platona i Tome Akvinskog, uz uvođenje nove paradigme aristokracije duha, naspram aristokracije krvi.

## Monarhizam u Hrvatskoj

### Povijest
Od konsolidiranja vlasti na prostorima između Jadrana i rijeke Drave Hrvati od osmog stoljeća stvaraju i razvijaju svoje države čiji oblik je u kneževinama. Od 925. godine pod kraljem Tomislavom iz loze Trpimirovića sjedinjuju se dvije kneževine i uzdižu u prvo hrvatsko kraljevstvo koje će u kontinuitetu postojati do 1918. godine. U tom razdoblju razvija se sustav iz plemićko-plemenskog, u feudalni, te kasnije u moderniji obliku parlamentarne monarhije. U 19. stoljeću jedan od najvećih zagovornika monarhizma bio je ban Josip grof Jelačić Bužimski, uz njega poznati po stavovima promicanja monarhije su ban Ivan Mažuranić, dr. Ante Starčević, dr. Ivo Pilar, dr. Fran Milobar, dr. Aleksandar Horvat, te mnogi drugi.
Od 19. stoljeća počinju se pojavljivati i prve političke stranke koje zastupaju monarhizam, te različite oblike odnosa unutar Habsburške monarhije. Neke od njih su Ustavno liberalna stranka (unionisti), Stranka prava, Čista stranka prava, itd. U razdoblju od 1918. do 1941. godine monarhizam se svodi na podršku vladarske obitelji u Kraljevini SHS/Jugoslaviji, jugoslavenski unitarizam i nacionalizam ili zalaganje za stvaranje vlastite autonomne jedinice pod nazivom Banovina Hrvatska. Za vrijeme Drugog svjetskog rata NDH će kroz donošenje zakonskih odredbi o kruni Zvonimirovoj postati monarhija, te potpisivanjem Rimskih ugovora ustoličit će se novi kralj iz loze Savoj-Aosta. Od 1943. poglavnik NDH će zagovarati republikanizam, dok stvaranjem socijalističke Jugoslavije 1945. ona postaje službeno socijalistička republika. Dolaskom višestranačja 1990. godine u Republici Hrvatskoj će nastati i prva monarhistička stranka naziva Domovinska Građanska Stranka koja će biti ukinuta 2007. godine. Danas raste popularnost europskih monarhija i njihovih vladarskih obitelji i vladara kao što su Ujedinjeno Kraljevstvo, Vatikan, Belgija, Nizozemska, Švedska, Danska, Norveška, Španjolska, Luksemburg, itd.

### Monarhizam danas
U Hrvatskoj se nakon osamostaljenja javlja zamisao o povratku tradicionalnog i povijesnog oblika kraljevine naspram republike. Glavni razlog se temelji na tisućljetnom povijenom kontinuitetu monarhije (počevši od kneževina, te kroz kraljevinu od 925. do 1918.). U Hrvatskoj, malobrojni monarhisti se dijele prema svojim pogledima na željeni ustroj monarhije, kao i na vladarsku lozu. Većinski dominira klasična tradicionalna i konzervativna struja koja se zalaže za legitimizam, prema ispitivanju najveću podršku u Hrvatskoj ima kraljevska loza Habsburško-Lotarinška.

### Političke stranke
- Domovinska građanska stranka monarhistička stranka osnovana je 1992. zalagala se za uspostavljanje ustavne kraljevine Hrvatske na čelu s kraljem kojeg bi činio jedan od tri kandidata Otto Habsburško-Lotarinški, Paul Tvrtković i Dubravko Jelačić Bužimski.[11] Stranka se zalagala za Knin kao glavni prijestolni grad Hrvatske.[12] Stranka je ukinuta 2007. godine odlukom Središnjega državnog ureda za upravu.[13]

### Kulturna udruženja
- Hrvatsko kraljevsko vijeće (HKRV) je udruženje koja okuplja građane i potomke plemstva. Ciljevi HKRV su promicanje i baštinjenje tisućljetne tradicije hrvatskih kraljevina, kneževina i banovina, plemstva i građanstva pritom svjedočeći kontinuitet hrvatske državnosti. Očuvanje hrvatske kulturno-povijesne baštine.[14] Udruženje na društvenim mrežama okuplja nekoliko tisuća pobornika.[15]
- Hrvatski plemićki zbor je udruga koja okuplja potomke plemstva, osnovana 1995. Ciljevi udruge su okupljanje i baštinjenje hrvatskog plemstva kao povijesnog kontinuiteta hrvatske države.[16] Zbor okuplja na desetke hrvatskih plemićkih obitelji.[17]